# Andrea Abati
Andrea Abati (Prato, 9 novembre 1952) è un fotografo italiano.

## Biografia
Si occupa di fotografia dalla fine degli anni Settanta, quando fondava la Galleria Dryphoto a Prato.
Punto di partenza del suo lavoro sono l’analisi delle trasformazioni del paesaggio architettonico industriale, l’osservazione simbolica della natura antropizzata, l’attenzione all’avvicendarsi delle genti e al mutamento del tessuto sociale della città attraverso un uso della fotografia come strumento di conoscenza e di relazione tra il sé e il mondo. Per l’artista abbandonare il concetto di opera e pensare di innescare pratiche artistiche nella sfera pubblica, può in certi momenti diventare prioritario.
Fondatore dello spazio Dryphoto di Prato, dagli anni Ottanta partecipa attivamente al dibattito culturale con mostre, seminari e incontri con importanti fotografi italiani ed europei, con l’obiettivo di far conoscere la fotografia italiana di paesaggio.
Dal 2008 si occupa anche di video.
Le sue opere sono presenti nelle collezioni del MAXXI Museo nazionale delle arti del XXI secolo di Roma; del Centro per l’arte contemporanea Luigi Pecci di Prato; MUFOCO Museo di Fotografia Contemporanea; Fondazione Sandretto Re Rebaudengo; Galleria Civica di Modena; Fondazione Malerba; CCA Canadian Centre for Architecture, Montreal; Centre national de la photographie Nord-Pas-de-Calais (F) e in altre collezioni pubbliche e private.
Insegna fotografia in diversi istituti privati. Nella seconda metà degli anni Ottanta realizza Attraverso i Villaggi, fotografando tutto il corso del fiume Arno. Nel catalogo della mostra figura la presentazione di Luigi Ghirri.
“Le fotografie di Andrea Abati, parlano di disastri avvenuti, e di spazi intatti, di aree di scarto e di rifiuto di avanzi della modernità e di resti di antiche grandezze, ma soprattutto vi si può leggere di una pulizia dello sguardo e dei pensieri raramente riscontrabile; un atteggiamento per certi versi di primaria importanza e che la fotografia deve oggi ritrovare.” Luigi Ghirri
Nel 1988 I Luoghi del Mutamento, argomento dedicato alle demolizioni di edifici industriali.
Dal 1990 realizza Luogo del Sogno, dove le immagini notturne ritraggono i luoghi del cinema all'aperto.
Nel 1997 inizia I Luoghi della Natura, Ovvero le Ragioni della Natura: il mare fotografato da Abati registra l'andirivieni dell'acqua e le architetture immaginarie che qui si formano.
Vive e lavora a Prato.